# Silvia-Maria Jung
Silvia-Maria Jung (* 1972 in München) ist eine deutsche Schauspielerin und Sängerin.

## Leben
Nach dem Abitur am Rhabanus-Maurus-Gymnasium St. Ottilien studierte sie Journalismus und Kommunikationswissenschaften an der Universität Fribourg und von 1997 bis 2001 erhielt sie ihre Ausbildung zur Schauspielerin an der Hochschule für Musik und Theater Bern.
Am Stadttheater Bern war sie von 2001 bis 2007 Schauspielerin im Ensemble. Sie arbeitete mit Regisseuren wie u. a. David Bösch, David Mouchtar-Samorai, Linus Tunström, Markus Heinzelmann, Barbara-David Brüesch und Irmgard Lange.
Seit 2007 ist sie als freischaffende Schauspielerin tätig, u. a. am Theater Baden-Baden, Stadttheater Karlsruhe, Schlachthaus Bern, Vorstadttheater Basel, Tojo Bern und Theaterhaus Stuttgart.
Für Choreographen und Companies wie Joshua Monten, Tonia Schilling und Tanztheater Karine Jost arbeitete sie 2008–2016 als Dramaturgin.
Von 2016 bis 2018 war sie als Svetlana in Der varreckte Hof von Georg Ringsgwandl, Regie Steffi Baier, am Münchner Lustspielhaus mit  Andreas Bittl, Kathrin Anna Stahl, Markus Baumeister, Sebastian Edtbauer und Titus Waldenfels zu sehen.
Mit verschiedenen musikalischen Projekten ist sie seit 2016 auch als Sängerin tätig, unter anderem zusammen mit Titus Waldenfels, Florian Burgmayr und Michael Reiserer. Konzerte in Kleinkunstbühnen und Live-Music-Clubs wie Fraunhofer Theater, Vereinsheim München, PUC Puchheim und Kneipenbühne Oberweiling.
Am Theater Kanton Zürich war sie 2016–17 in Der Revisor von Nicolai Gogol unter der Regie von Felix Prader als Chlestakowa zu sehen.

## Bühne (Auswahl)

### Schauspiel
- 2022 MOLIÈRE_400, nach Bulgakov, Schloss Waldegg Solothurn, Regie: Georg Rootering
- 2021 Der Zorn des Achill, nach Homer, Keramik Werkstatt Schaedler Nendeln, Regie: Georg Rootering
- 2016 Der Revisor, Gogol, Theater Kanton Zürich Winterthur, R: Chlestakowa, Regie Felix Prader[7]
- 2016 Der varreckte Hof, Ringsgwandl, Lustspielhaus München, R: Svetlana, Regie: Steffi Baier[8]
- 2011 Der gute Mensch von Sezuan, Brecht, Theater Baden-Baden, R: Mi Tzü, Regie: Irmgard Lange[9]
- 2007 Der Steppenwolf, Hesse, Stadttheater Bern, R: Maria, Regie: David Mouchtar-Samorai[10][11]
- 2007 Some girl(s), LaBute, Stadttheater Bern, R: Sam, Regie: Anina La Roche[12]
- 2007 Traumspiel, Strindberg, Stadttheater Bern, R: Agnes, Regie: Linus Tunström[13][14]
- 2006 Sieh mich an, und sprich, (EA), Stadttheater Bern, Liebrecht, R: Miri, Regie: Markus Heinzelmann[15][16]
- 2006 Die Buddenbrooks, Mann/ v.Düffel, Stadttheater Bern, R: Gerda, Regie: Barbara-David Brüesch[17][18]
- 2006 Cash, Cooney, Stadttheater Bern, R: Sally, Regie: Stefan Huber[19]
- 2005 Rote Kometen, Sauter/ Studlar, Stadttheater Bern, R: Lilli, Regie: Thomas Schweigen[20][21]
- 2005 Der Sicherheitsabstand, (UA), Blanchette, Stadttheater Bern, R: Die Frau, Regie: Stefan Suske[22]
- 2005 Push up 1-3, Stadttheater Bern, Schimmelpfennig, R: Patricia, Regie: Stefan Suske
- 2005 Der Drang, Kroetz, Stadttheater Bern, R: Hilde, Regie: David Bösch[23]
- 2004 Die Möwe, Tschechow, Stadttheater Bern, R: Mascha, Regie: Irmgard Lange
- 2003 Rose Bernd, Hauptmann, Stadttheater Bern, R: Rose Bernd, Regie: David Mouchtar-Samorai[24]

### Musical
- 2010 High Society, Theater Baden-Baden, R: Liz Imbrie, Regie: Daniel Ris[25]
- 2006 Der kleine Horrorladen, Stadttheater Bern, R: Audrey, Regie: Markus Hertel[26][27]
- 2004 Hello Dolly, Stadttheater Bern, R: Irene Molloy, Regie: Stefan Huber[28]
- 2002 Singin in the Rain, Stadttheater Bern, R: Lina Lamont, Regie: Stefan Huber[29]

### Installationen / Performances
- 2017 ICH NICHT ICH / Das Selbstbild im digitalen Zeitalter, Kunsthaus Zofingen, mit Werken von Franticek Klossner u. a.[30]
- 2009 Nymphen, Kornhausforum Bern, R: Kalypso, Regie: Katharina Ramser[31][32]
- 2001 Nackte Landschaften, Fribourg, Spencer Tunick[33]

### Dramaturgie
- 2016 Requiem, Equilibre Fribourg, Tonia Schilling Company[34]
- 2016 JOY, Dampfzentrale Bern/ Ballhaus Berlin, Joshua Monten[35]
- 2016 13-Ein Höllenritt, Equilibre Fribourg, CIE Karine Jost[36]
- 2012 About Strange Lands & People, Tojo Bern/ Tanzzentrale Nürnberg, Joshua Monten[37]

## Film (Auswahl)
- 2014 528 Freunde, CH, R: Frau, Regie: Katharina Ramser[38]
- 2008 Am Galgen, CH, R: Hexe, Regie: Pascal Bergamin[39]
- 2006 Briefe und andere Geheimnisse, CH, R: Frau Lüdi, Regie: Judith Kennel[40]
- 2000 Bus Stop 99, CH, R: Frau im Mercedes, Regie: Reto Caffi[41][42]
- 1996 Picasso in München, D, R: Frau mit Hündchen, Regie: Herbert Achternbusch[43][44]

## Auszeichnungen
- 1998: Förderpreisträgerin des Migroskulturprozent
- 2000: Förderpreisträgerin des Migroskulturprozent